# Velići
Velići is een plaats in de gemeente Vižinada in de Kroatische provincie Istrië. De plaats telt 30 inwoners (2001).